# Сьенфуэгос, Камило
Ками́ло Сьенфуэ́гос Горриара́н (исп. Camilo Cienfuegos Gorriarán; 6 февраля 1932, Гавана, Куба — 28 октября 1959, в районе Флоридского пролива) — кубинский революционер, наряду с Эрнесто Че Геварой, Фиделем и Раулем Кастро считается ключевой фигурой Кубинской революции. Был очень любим революционерами и мирным населением за открытую улыбку и чувство юмора. Единственный выходец из рабочего класса среди первых лидеров революционного движения на Кубе.
Погиб при невыясненных обстоятельствах во время перелёта из провинции Камагуэй в Гавану.

## Биография

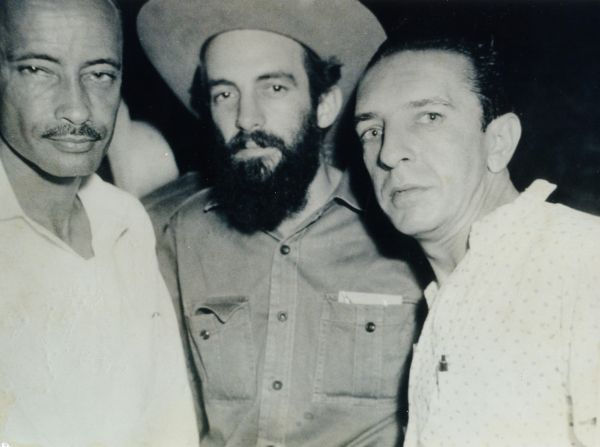
Сьенфуэгос (в центре) в городе Баямо через несколько дней после победы кубинских революционеров

Родился в семье анархистов, уехавших из Испании. Учился в школе искусств «Сан Алехандро», которую покинул из-за финансовых затруднений в семье. Подрабатывал в магазине одежды El Arte (его отец также был связан с одеждой и работал портным).
В 1948 году принимал участие в протестах против повышения тарифов на проезд в общественном транспорте. В 1953 году совершил поездку в США в поисках заработка, но вернулся на Кубу, возмущённый атмосферой, царящей в США, и условиями труда.
В 1954 году влился в студенческую борьбу против диктатуры Фульхенсио Батисты. В 1955 году во время студенческих манифестаций был ранен в ногу солдатами правительственной армии. Через некоторое время был подвергнут политическим гонениям, и был вынужден уехать из страны. В Нью-Йорке познакомился с идеями и планами Фиделя Кастро, тогда ещё студента, и решил переехать в Мексику, где вступил в ряды Движения 26 июля. Позже участвовал в экспедиции на яхте Гранма с целью начала вооружённой борьбы на Кубе.
Совместно с Фиделем Кастро, Раулем Кастро и Эрнесто Че Геварой организовал и возглавил партизанскую борьбу в горах Сьерра-Маэстра.
В марте 1958 стал первым лидером повстанцев, который распространил боевые действия за пределы Сьерра-Маэстры, на равнины Кауто, в ходе которых действовал на коммуникациях противника, атаковал город Баямо и столкнулся с армией при Ла-Эстрелле, за что в апреле 1958 года удостоен звания команданте (майора) — высшего звания в Повстанческой армии. 18 июня он вернулся в Сьерра-Маэстро и в течение следующих месяцев участвовал в многочисленных боях.
В августе 1958 года возглавил вторую партизанскую колонну «Антонио Масео», которая прошла маршем от гор Сьерра-Маэстра в провинцию Лас-Вильяс, где, разбив местные гарнизоны батистовцев, открыла ещё один партизанский фронт. Под его командованием 700 бойцов взяли город Ягуахай, что сыграло важную роль в борьбе с диктатурой Фульхенсио Батисты.
Вошёл в Гавану со своими войсками 2 января 1959 года. Через несколько дней он присоединился к Фиделю Кастро и принял участие в торжественном въезде в столицу Кубы, ознаменовавшем собой победу кубинской революции.
После победы был назначен командующим вооружёнными силами революции. По некоторым версиям, он не разделял стремлений Фиделя Кастро на сближение с Советским Союзом и социалистическим лагерем, поскольку скептически относился к коммунизму и придерживался анархистских взглядов. Тем не менее, многие политические решения Кастро он всецело поддерживал. В своём последнем публичном выступлении он так заявил об аграрной реформе: «Даже если от этого упадёт небо нам на голову, аграрной реформе быть».

## Смерть
По официальной версии, команданте Камило Сьенфуэгос погиб 28 октября 1959 года во время авиакатастрофы самолёта Cessna 310 над Атлантическим океаном. Обломки самолёта, пилотируемого капитаном Луисиано Фариньясом, так и не были найдены.
Смерть Камило Сьенфуэгоса являлась объектом взаимных политических обвинений. Кубинское руководство высказывало подозрение, что самолёт Сьенфуэгоса был сбит ВВС США, либо на его борту агенты ЦРУ взорвали бомбу.
Эрнесто Че Гевара, посвятивший Камило свою книгу-учебник «Партизанская война», также придерживался версии, что Камило был убит врагами Революции:
Камило свято чтил верность. Он был верен и Фиделю, который, как никто другой, воплощает в себе волю народа, и самому народу. Народ и Фидель — одно целое. Именно этим руководствовался в своей деятельности непобедимый партизан. Кто убил Камило? Лучше спросим: кто уничтожил его физически? Ибо в памяти народной такие люди не умирают.

Его убил враг, убил потому, что хотел его смерти, убил потому, что абсолютно надежных самолетов не бывает, потому, что пилоты не могут предугадать всех случайностей, потому, что, обремененный работой, он намеревался быть в Гаване за несколько часов. Наконец, его убил собственный характер. Камило никогда не отступал перед опасностью, он смело смотрел ей в глаза, заигрывал с нею, дразнил её, как тореадор, и вступал с нею в единоборство. В его сознании партизана не укладывалось, что какое-нибудь препятствие может остановить его или заставить свернуть с намеченного пути.
Несмотря на это, антикастровская эмиграция в Майами, напротив, утверждала, что диверсию на борту самолёта устроил Фидель Кастро, опасавшийся популярности Сьенфуэгоса. За 13 дней до исчезновения Сьенфуэгос практически перестал управлять армией: решением Фиделя Кастро был учреждён новый пост министра обороны, который занял Рауль Кастро. Ещё одним свидетельством охлаждения их отношений стал арест Убера Матоса, боевого товарища Сьенфуэгоса, причём для его задержания Фидель Кастро направил самого Камило. Якобы существуют свидетельства очевидцев, наблюдавших, как вскоре после взлёта самолёта, в котором находился Сьенфуэгос, с того же аэродрома Камагуэй в воздух поднялся истребитель. Есть версия, что за штурвалом этого самолёта был личный пилот Фиделя Кастро Блас Домингес.
Ни та, ни другая версия до сих пор не нашли документального подтверждения. Историки больше склоняются к третьей версии, что пилот CESSNA 310 не справился с управлением из-за непогоды. В народе жива и ещё одна легенда, согласно которой Сьенфуэгос вскоре после крушения самолёта был найден живым.

## Память

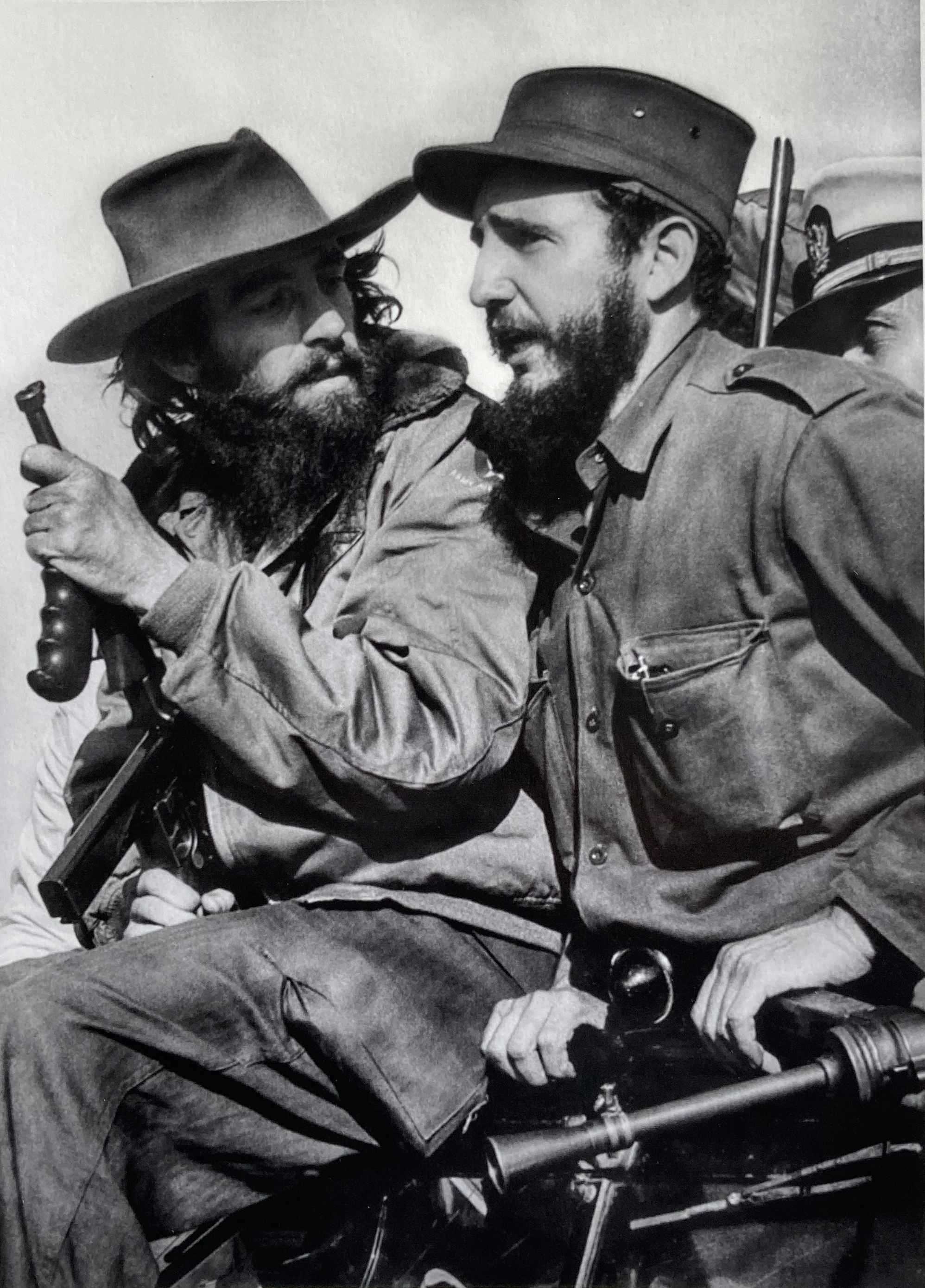
Сьенфуэгос (слева) и Кастро в горах Сьерра-Маэстро

В память о Камило Сьенфуэгосе в день его смерти, 28 октября, школьники на Кубе бросают в море и реки цветы. Именем Камило названы несколько военных училищ Кубы. Портрет революционера помещён на 20-песовой банкноте и юбилейной монете в 40 сентаво 1962 года. В честь революционера на Кубе учреждён Орден «Камило Сьенфуэгос». Им награждают участников Кубинской революции, ветеранов военной службы, а также иностранных представителей, оказавших поддержку Кубе в период вооружённого конфликта.
В Ягуахай действует музей Сьенфуэгоса. Экспозиция размещается в бывших бараках, которые занимали войска Фульхенсио Батисты во время сражения 1958 года.
В 2009 году, в честь 50-летия со дня смерти революционера, на одном из зданий на Площади Революции в Гаване появился портретный барельеф Сьенфуэгоса, выполненный из ста тонн стали. Подписью к портрету служат его знаменитые слова: «Всё хорошо, Фидель» (исп. Vas bien, Fidel). Эту фразу Сьенфуэгос произнёс 8 января 1959 года, когда Фидель Кастро заявил, что на месте военных казарм появится школа, и спросил у своего соратника «Я всё правильно делаю, Камило?».
В 2008 году в фильме «Че» Стивена Содерберга роль Камило исполнил Сантьяго Кабрера.
Своего старшего сына Че Гевара назвал Камило, в честь Сьенфуэгоса, с которым они вместе прошли всю Кубинскую революцию и были дружны.
Имя Камило Сьенфуэгоса носило рефрижераторное судно Латвийского морского пароходства.
Его портрет изображëн на купюре 20 кубинских песо